# Topaziki
Topaziki (Florisuginae) – podrodzina ptaków z rodziny kolibrowatych (Trochilidae).

## Występowanie
Podrodzina obejmuje gatunki występujące w Ameryce.

## Systematyka
Do podrodziny należą następujące rodzaje:
- Topaza G.R. Gray, 1840
- Florisuga (Gould, 1846)